# Cooney Vaughn
Johnnie „Cooney“ Vaughn (* August 1897 in Ellisville, Jones County (Mississippi); † Mitte der 1950er-Jahre in Laurel) war ein US-amerikanischer Bluesmusiker (Piano, Gesang, Posaune).
Cooney Vaughn arbeitete mit einer eigenen Band in Tupelo (Mississippi), in Magnolia und McComb (Mississippi) und in Bogalusa (Louisiana); meist lebte er im Raum Hattiesburg, wo er eine Band mit Ed Hall (Klarinette) und Jug Shaw (Piano) leitete. 1936 entstanden Plattenaufnahmen im dortigen Bahnhofsgebäude, als „The Mississippi Jook Band“, die Vaughn mit dem Gitarristen Blind Roosevelt Graves (1909–1962) und dessen Bruder Uaroy Graves gebildet hatte; dabei wurden mehrere Nummern  wie Barbecue Bust, Dangerous Woman (Melotone 61271), Hittin' the Bottle Stomp und Skippy Whippy (Biltmore) für ARC-Records eingespielt. „Ihre Darbietungen zeigten voll ausgeformte Rock & Roll-Gitarrenriffs und einen stampfenden Rock'n'Roll-Beat“, schrieb der Autor der Rolling Stone Illustrated History of Rock and Roll.
Sein Pianospiel nimmt Bezug auf Vorbilder wie Octave Crosby und Arizona Dranes. Des Weiteren spielte er als Solist mehrere Titel ein, die jedoch unveröffentlicht blieben. Zu seinen Kompositionen gehören Out West Blues und Trembling Blues (mit Little Brother Montgomery). Vaughn wurde angeblich von einem Zug überrollt, als er betrunken auf einem Eisenbahngleis lag.